# Tadeusz Pacuła
Tadeusz Pacuła, né le 25 juillet 1932, à Cracovie, en Pologne et décédé le 16 mai 1984, à Cracovie, est un ancien joueur polonais de basket-ball.